# 海勃湾区
39°40′10.30″N 106°49′27.37″E / 39.6695278°N 106.8242694°E
海勃湾区是内蒙古自治区乌海市下辖的一个市辖区，位于乌海北部，黄河东岸，是乌海市政府所在地，面积529平方公里，区人民政府駐海北大街。
1949年中华人民共和国成立以后，海勃湾地区隶属于鄂托克旗，1955年成为独立地区，先后称为桌子山矿区、海勃湾市，均隶属于伊克昭盟，1976年乌海市成立后，撤市建区成立海勃湾区。
“海勃湾”一词是由蒙藏语“海若布刀亥（Hairibin Tohoi）”演变而来，意为“雄狮之陶亥”。

## 行政区划
海勃湾区下辖6个街道办事处、1个镇：
凤凰岭街道、海北街道、新华街道、新华西街道、滨河街道、林荫街道、千里山镇和乌海高新技术产业开发区海勃湾产业园。

## 人口
根據第七次人口普查數據，截至2020年11月1日零時，海勃灣區常住人口為339155人。常住人口中，漢族人口為315852人，佔93.13%；蒙古族人口為15526人，佔4.58%；其他少數民族人口為7777人，佔2.29%。
2008年，全区总人口為26.43万人。